# Charles Swinnerton Heap
Charles Swinnerton Heap (Birmingham, 10 d'abril de 1847 - 11 de juny de 1900) fou un organista i compositor anglès del Romanticisme.
Estudià en el Conservatori de Leipzig, on tingué per a mestres a Moscheles, Hauptmann i Richter; al seu retorn a Anglaterra fou director de la Societat Filarmonica de Birmingham i de la Staford-Society, dirigint, a més, molts dels grans festivals que acostumen a celebrar-se al Regne Unit.
Entre les seves composicions hi figuren les cantates The Maid of Astolat (1886) i Fair Rosamond (1890), l'oratori The Captivity i nombroses sonates, antífones, peces per a orgue i melodies vocals.